# Kinixys natalensis
Kinixys natalensis (Цинікса натальська) — вид черепах з роду цинікса родини суходільні черепахи.

## Опис
Загальна довжина карапаксу досягає 15,5—16 см. Самиці трохи більші за самців. Голова середнього розміру. Верхня щелепа має на кінчику своєрідний гачок, що виступає уперед й тягнеться додолу. Карапакс куполоподібний, трохи опуклий. Кіль на спині не зовсім розвинений. Перетинка між карапаксом й пластроном не зовсім розвинена. Пахвові щитки маленькі. Передні кінцівки мають 5 кігтів, задні — по 4.
Колір голови, кінцівок, хвоста коричневий або жовтий колір. Карапакс коричневий з жовтувато-помаранчевою облямівкою. Пластрон жовтий з плямами, що променями йдуть від щитків.

## Спосіб життя
Полюбляє сухі схили гір, порослі чагарником і пасовища. Зустрічається на висоті до 1000 над рівнем моря. Активна в дощову погоду. Протягом зими впадає в сплячку. Сплячка триває 2 місяці, починаючи з грудня, при температурі 12-14 °C. Полює на світанку і в сутінках. Харчується здебільшого грибами, равликами, рослинами та їх плодами, земляними хробаками.
В період парування самці стають агресивними. Самиця відкладає 4—8 яєць. Яйця мають видовжену форму. Інкубаційний період триває протягом 90—110 днів, іноді може доходити до року.

## Розповсюдження
Мешкає від області Лебомбо в прикордонних районах Мозамбіку і Есватіні на південь через захід Зулуленд до Грейтауна в провінції Наталь (ПАР).